# مقبره باباپیر
مقبره باباپیر یا شیخ اباعدنان قریشی مربوط به سدهٔ ۶ و ۷ ه‍.ق است او عالم دینی بوده که مذهب شیعه را وارد ایران کرده‌است و همسر شاه طهماسب دوم به علت ارادت بسیاری که به شیخ داشت دستور ساخت مقبره بابا پیر را داد. چند سال بعد گنبد مقبره ایشان که از طلا بود به سرقت رفت. این مقبره در خوانسار، خیابان سرچشمه، پ۲ واقع شده و در تاریخ ۱۰ آبان ۱۳۵۴ با شمارهٔ ثبت ۱۱۲۰ به‌عنوان یکی از آثار ملی ایران به ثبت رسیده‌است.

## گمانه زنی دربارهٔ صاحب مقبره
صاحب این بقعه از پایه‌گذاران مذهب شیعه جعفری در اوایل قرن هفتم در در شهرهای اصفهان، بروجرود، لرستان، نهاوند و خوزستان می‌باشد. شیخ صفی‌الدین اردبیلی در سال ۶۷۸ برای کسب دانش به نزد صاحب این بقعه آمده‌است. غیر صاحب این بقعه شیخ اباعدنان قریشی و شش تن دیگر از عرفا در این بقعه دفن هستند. در سال ۱۲۵۵ دو نفر از فرزندان شیخ اباعدنان قریشی این بقعه را مرمت و بازسازی کردند.
بر روی صندوق چوبی داخل بقعه به سال ۹۵۴ چنین قید شده‌است:
چاکر و بنده ائمه دین شیعه پاک صدر دین حسین و در طرف دیگر نوشته شده مشایخ العظام الکرام (شیخ نظام الدین حیدر و شیخ شرف الدین هدایت الله و شیخ فتوح الدین عبدالفتاح و شیخ کمال الدین عارف و شیخ اباعدنان و شیخ شمس الدین محمد و شیخ زین الدین علی و شیخ تاج الدین حسن خدام هذه البقه المتبرکه

## مشخصات بنا
آرامگاه اولیه تنها با سنگ بر روی چشمه‌ای به نام «چشمه پیر» بنا شده بود و بنای فعلی بقعه شیخ اباعدنان قریشی (مقبره باباپیر) در دوره صفویه بر روی آرامگاه قبلی به سبک مغولی یا سلجوقی احداث شد. یکی از اشخاص مدفون در بقعه شیخ اباعدنان قریشی (مقبره بابا پیر) «صدرالدین حسین» است که مرشد شیخ زاهد گیلانی و مراد شیخ صفی الدین اردبیلی نیای شاهان صفوی بوده‌است به همین دلیل شاهان صفوی برای این بقعه اهمیت خاصی قائل بودند و زیارتگاه رجال و شاهزادگان صفوی بود، از این رو به دستور مریم بیگم همسر شاه طهماسب صفوی در خوانسار مدرسه و حمام نیز ساخته شده‌است.
بقعه شیخ اباعدنان قریشی (مقبره بابا پیر) دارای گنبد دو پوش دو متری، ۱۲ ترکی از نوع گنبدهای رک یا نوک تیز با مصالح لاشه سنگ و آجر است. (۱۲ ضلع نشانه‌ای از ۱۲ امام یا ۱۲ تَرک کلاه صفویه می‌باشد)
می‌گویند؛ پوشش گنبد مذکور از طلا بوده که در قرن ۱۳ در سالهای قحطی به سرقت رفته و درب قدیمی بقعه نیز که به صورت گره چینی بوده در سال ۱۳۵۷ به سرقت رفته‌است.

## مرمت بنا
در سال ۱۲۵۵ دو نفر از نوادگان بابا پیر به نام‌های شیخ علی و شیخ صادق به مرمت بقعه اقدام نمودند. در سال ۱۳۵۵ نیز مبلغ ۲۵۰ هزار ریال جهت مرمت بقعه شیخ اباعدنان قریشی (مقبره باباپیر) توسط نماینده وزارت فرهنگ و هنر وقت اختصاص که در نهایت در زمستان سال ۱۳۵۷ طی بازدید حسین علی منتظری، مرمت مجددی صورت گرفت. در سال ۱۳۶۷ قبل از بازدید هاشمی رفسنجانی اقدامات شایسته‌ای نیز توسط مرحوم فاضلی خوانساری در بقعه شیخ اباعدنان قریشی (مقبره باباپیر) انجام شد. در نهایت امر نیز در سال ۱۳۸۷ با اختصاص بودجه‌ای توسط سید علی خامنه ای مرمت لازم صورت پذیرفت.

## موقوفات
این بقعه موقوفات زیادی داشته از جمله ابراهیم شاه از سلسله گورکانی تمام باغستان سرچشمه (پارک سرچشمه فعلی خوانسار) را در سال ۸۹۲ بنام بابا پیر وقف نمود. البته وقف نامه موجود فعلی مربوط به سال ۱۳۱۱ ه‍.ق است که طی آن عایدات موقوفات بقعه شیخ اباعدنان قریشی (مقبره بابا پیر) صرف مرمت مقبره و مایحتاج صادران، واردان، سفره درویشان و مجاوران مزار است.